# Conan Osíris
Tiago Miranda (Lisboa, Portugal, 5 de enero de 1989), conocido profesionalmente como Conan Osíris, es un cantautor portugués. Consiguió reconocimiento a nivel nacional en su país tras presentar su canción Telemóveis en el Festival RTP da Canção 2019, alcanzando las tendencias de YouTube y Spotify en Portugal. Tras ganar dicho festival el 3 de marzo de 2019, Conan Osíris compitió en el Festival de la Canción de Eurovisión 2019 en Tel Aviv representando a Portugal.

## Carrera
Conan Osíris es el nombre artístico de Tiago Miranda, cantautor portugués nacido en Lisboa el 5 de enero de 1989.
En un principio estudia Diseño gráfico en Castelo Branco, aunque sin llegar a enamorarse de la profesión. Sin embargo, es allí donde conoce a Rúben de Sá Osório, quien se convierte en su estilista personal, y autor de su imagen de marca. Su nombre artístico tiene inspiración en la mitología egipcia y en el personaje de la serie de animación creada por Hayao Miyazaki Conan, el hombre del futuro. 
Conan es autodidacta en la música. Aprende a hacerla solo en su casa, con su ordenador, por el método de prueba y error. 
Antes de lanzarse de lleno al mundo de la música, trabaja en el sex-shop más antiguo de Lisboa. 
Conan Osíris comenzó su carrera con la publicación de su primer álbum, titulado Cathedral, que rápidamente se convirtió en una pieza de culto, fruto de su idiosincrasia musical y de sus letras pragmáticas y nonsense. Luego, lanzó otros álbumes como Slik (2014), Musica Normal (2016) y Adoro Bolos (2017), además de títulos exitosos como Cellulite, 100 Paciência, Borrego o Adoro Bolos.
En febrero de 2019, fue anunciado como compositor e intérprete de la canción Telemóveis, con la que participaría en el Festival RTP da Canção. Con una llamativa puesta en escena consiguió la máxima puntuación del jurado y del televoto. Tras ganar dicho festival, representó a Portugal en el Festival de la Canción de Eurovisión 2019 en Tel Aviv no logrando la clasificación para la final del certamen.

## Discografía

### Álbumes
| Título        | Detalles                                                                                   | Posiciones en las listas de éxitos |
| Título        | Detalles                                                                                   | POR                                |
| ------------- | ------------------------------------------------------------------------------------------ | ---------------------------------- |
| Cathedral     | - Lanzamiento: 2011 (POR)                                                                  | —                                  |
| Silk          | - Lanzamiento: 24 de junio de 2014 (POR) - Discográfica: AVNL Records                      | —                                  |
| Musica Normal | - Lanzamiento: 5 de agosto de 2016 (POR) - Discográfica: AVNL Records                      | —                                  |
| Adoro Bolos   | - Lanzamiento: 30 de diciembre de 2017 (POR) - Discográfica: Ao Sul do Mundo, AVNL Records | —                                  |

### Sencillos

#### Como artista principal
| Título                                                                                             | Año  | Posiciones en las listas de éxitos | Certificaciones | Álbum                   |
| Título                                                                                             | Año  | POR                                | Certificaciones | Álbum                   |
| -------------------------------------------------------------------------------------------------- | ---- | ---------------------------------- | --------------- | ----------------------- |
| "Telemóveis"                                                                                       | 2019 | 10                                 | —               | Festival da Canção 2019 |
| "—" indica que probablemente la canción no entró en las listas o no fue lanzado en ese territorio. |      |                                    |                 |                         |